# Värmekramp
Värmekramp är ofrivilliga spasmer eller kramper i muskler vilket uppkommer vid kroppslig överhettning, till exempel vid idrottande vid mycket hett väder. De drabbade musklerna är vanligen de som används vid den kroppsliga ansträngningen. De drabbade har en kroppstemperatur mellan 37 och 40 C.
Orsaken är som regel en kombination av hetta, vätskebrist och saltbrist. Det är oklart om det har samband med andra elektrolytrubbningar (kalium, kalcium eller magnesium). Tillståndet uppkommer ofta inom en timme efter avslutad aktivitet. De drabbade musklerna är de som använts vid aktiviteten, vilket innebär att kramperna ofta sitter i magmuskler, vader och armar.
Värmekramp är ett allvarligt tecken på att kroppen inte orkar med ansträngningen i föreliggande hetta, men är inte i sig farligt och är lätt hävt. Tillståndet i sig kan avhjälpas med stretching, nedkylning och återställning av vätske- och elektrolytbalansen (vätskeersättning). Det kan dock uppkomma tillsammans med andra värmerelaterade sjukdomstillstånd som är allvarligare, exempelvis värmeutmattning eller värmekollaps.